# مذكرات جحا (مسلسل)
مذكرات جحا, مسلسل كويتي من التراث القديم عرض في رمضان بالعام الميلادي 1979.

## ملخص المسلسل
تدور الفكرة حول مذكرات الفيلسوف جحا وابنه الأكبر الشاعر عجيب ومغامراتهما بالتجارة ومرورهما بمواقف طريفة تعرضهما للاحراج واصرارهما على ذلك لسعيهما عن لقمة العيش حتى تهدأ جشاعة زوجة جحا ريم الفلا التي لا تحب القناعة بل تعتبر المال هدف وغاية وليس وسيلة بالإضافة إلى شخصية الشرير تايمورلنك حاكم أحد المدن الذي يهدد بغزو وتدمير المدينة التي تقطنها أسرة جحا..
كلمة موجزة: المسلسل كوميدي ويحمل طابع التشويق فقد حقق نجاح منقطع النظير وارتبط نجاح واسم المسلسل في شخصية عجيب التي جسدها الفنان القدير عبد الله الحبيل واستطاع أن يبرز لنفسه خط كوميدي مختلف من خلال هذه الشخصية وأداءه الرائع واجتاز مرحلة الكوميديا بجدارة وكانت له لزمه مع عزفه على آلة الربابة الموسيقية «انا عجيب.. عجيب عجيب.. أدق ربابة.. ماما وبابا يزعجوني ود وييب» بالإضافة إلى الأشعار الطريفة التي كان يلقيها ومن جانب آخر كان للفنان عبد الله الحبيل والمخرج حمدي فريد دور كبير بابراز العمل وصياغة اعداد السيناريو والحوار من جديد.

## عرض المسلسل
عرض مسلسل «مذكرات جحا» في دورة رمضان عام 1979 بعد مدفع الإفطار مباشرة على مدى أيام الشهر الفضيل وهو من تأليف حمدي عبد المقصود، اعداد غانم الصالح، إخراج حمدي فريد، بطولة إبراهيم الصلال، خالد العبيد، طيبة الفرج، عبد الله الحبيل، محمد السريع، عبد الرحمن العقل، عبد الإمام عبد الله، منقذ السريع، هدى حمادة، امبيريك، ماجد سلطان، إبراهيم الحربي، كاظم القلاف، باسمة حمادة، جاسم الصالح، أحمد الضرمان، محمد جابر، خليل إسماعيل، خليفة عمر خليفوه، حمد ناصر، أمين الحاج، مسافر عبد الكريم، رضا حسين، عبد الله غلوم، دخيل الدخيل.. احداث العمل مستوحاة من الشخصية الأسطورية الشهيرة في التراث العربي «جحا» وقام بتجسيدها إبراهيم الصلال وكانت أحداث العمل تتطرق إلى ابراز نوادر ومواقف جحا وهو المعروف بذكائه ودهائه وسخريته من الناس، كما تدخل في منتصف الأحداث شخصية تيمور لنك الذي قام بها خالد العبيد، تيمور لنك زعيم جيش المغول إنسان دموي شرير يعشق القتل والدمار وكاد يغزو مدينة جحا ويحطمها، لكن جحا بذكائه استطاع تخليص أهالي مدينته من جيوش المغول.
صوّر العمل أوائل يوليو عام 1979 قبل رمضان بثلاثة أسابيع، وانتهى الفريق من تصوير العمل في يوم 7 رمضان، أي ان حلقات المسلسل تم بثها قبل أن يتمكن فريق العمل من تصويره بالكامل خلال 23 يوما وكان يعرض ويصور في الوقت نفسه، وهذا ما جعل المخرج الراحل حمدي فريد يعتكف في استديوهات تلفزيون الكويت ليل نهار لتصوير أكبر قدر ممكن من المشاهد.. وقد وقعت حادثة جديدة من نوعها على العمل عندما قام التلفزيون ببتر الجزء الأخير من المقدمة الغنائية التي تخص الفنان خالد العبيد وهو يجسد شخصية تيمور لنك عندما يحمل السكين ويلوح بها أمام الكاميرا مباشرة ظنا من أن اللقطة سببت الذعر والرعب لدى صغار المشاهدين.

## نقد المسلسل
الاقلام الصحافية لم ترحم مسلسل «جحا» على الإطلاق وطالبت العديد منها بوقف بثه على المشاهدين باعتبار ما يقدم تهريجا في تهريج وان التراث العربي بريء من ما يقدم عبر مسلسل «جحا».. كانت هجمة شرسة من قبل النقاد على العمل بالإضافة إلى ان بعض الفنانين الذين شاركوا في العمل الذين اعترفوا ببعض المآخذ عليه بسبب ضيق فترة التصوير، فالفنان عبد الله الحبيل الذي أدى دور ابن جحا الأكبر اعترف بان النص الدرامي كان يفتقر إلى النوادر الضاحكة التي كان يقوم بها جحا، أما الفنانة الراحلة طيبة الفرج التي جسدت دور زوجة جحا «ريم الفلا» فقد دخلت في حالة احباط شديدة عند عرض العمل.. وللعلم فإن الدور كان مسنودا إلى زميلتها الراحلة مريم الغضبان ولكن بسبب تأجيل التصوير وانشغال الغضبان اعتذرت.
أدلى رضا الفيلي مراقب عام البرامج بتلفزيون الكويت في ذلك الوقت بتصريح عن العمل إلى جريدة «القبس» الكويتية تاريخ 1979/8/5 الثالث عشر من رمضان «لماذا كل هذه الضجة حول مسلسل «جحا» لقد وضعنا في هذا المسلسل كل الكفاءات والقدرات الفنية والمادية من كاتب ومعد ومخرج وممثلين وربما يكون بالمسلسل بعض الهنات بل والكثير من الملاحظات لكن ذلك ليس مبررا لايقاف العمل الذي كلف أموالا طائلة في التلفزيون.
ورغم كل الانتقادات اللاذعة والمطالبات العديدة بإيقاف العمل عن العرض إلا أن مسلسل «مذكرات جحا» نجح نجاحا جماهيريا ساحقا وأصبح متابعوه من الكبار والصغار معا كما أنه يعد من أبرز الأعمال الكلاسيكية في الدراما الكويتية، وهو لا يزال يعرض على بعض المحطات الفضائية ويحظى بنسبة مشاهدة جيدة.. كما اعيد عرضه في رمضان 1987 بعد الالإطار عندما لم يتمكن تلفزيون الكويت من إنتاج أعمال تراثية وعرضها في هذا الوقت المعتاد عليه.

## بطولة
- إبراهيم الصلال بدور «جحا»
- عبدالله الحبيل بدور «عجيب»
- طيبة الفرج بدور «ريم الفلا»
- محمد السريع بدور «ضياء الدين»
- صالح حمد بدور «نور الدين»
- كاظم القلاف بدور «ساندوخان»
- عبدالإمام عبدالله بدور «قاضي المغول»
- جاسم الصالح بدور «القاضي»
- احمد الضرمان بدور «الوالي»
- خليل اسماعيل بدور «الحجي تركي»
- حمد ناصر بدور «سليمان»
- داود حسين بدور «كبير تجار طوروس»
- طلعت حمودة
- عبدالله السيفان
- منقذ السريع بدور «سالم»
- هدى حمادة بدور «جميلة»
- هنادي عبدالطيف
- خليفة خليفوه بدور «العالم»
- شريده الشريده
- ماجد سلطان بدور «كريم خان»
- مسافر عبدالكريم بدور «من جيش تيمورلنك»
- ابراهيم الحربي بدور «من جيش تيمورلنك»
- خالد العبيد بدور «تيمورلنك»
- محمد جابر بدور «سميروف»
- عبدالرحمن العقل بدور «تراس»
- خيرالله بخيت
- احمد العامر
- عبدالرزاق خلف بدور «من جيش الوالي»
- جابر عمر
- رضا حسين بدور «حكيم الزمان»
- عبدالعزيز الخراز
- عبدالله المنيع
- عبدالله غلوم بدور «التاجر»
- محمد حسن الدهلاوي بدور «بائع الكباب»
- دخيل الدخيل
- خالد راشد
- باسمة حمادة
- سالم حسين
- هدى التميمي
- صالح موسى
- عبدالعزيز الهزاع
- محمد الحاجي
- المثنى عامر
- جبار عبدالمجيد
- طارق حمدي
- انور السنعوسي
- سعد عامر

## فريق العمل
تأليف: حمدي عبدالمقصود
 اعداد: غانم الصالح
 كتب كلمات المقدمة: بدر بورسلي
غناء: إبراهيم الصلال
 عبد الله الحبيل 
طيبة الفرج
هدى حمادة
صالح حمد
خالد العبيد
إخراج:حمدي فريد 
إنتاج: تلفزيون الكويت